# Blokáda

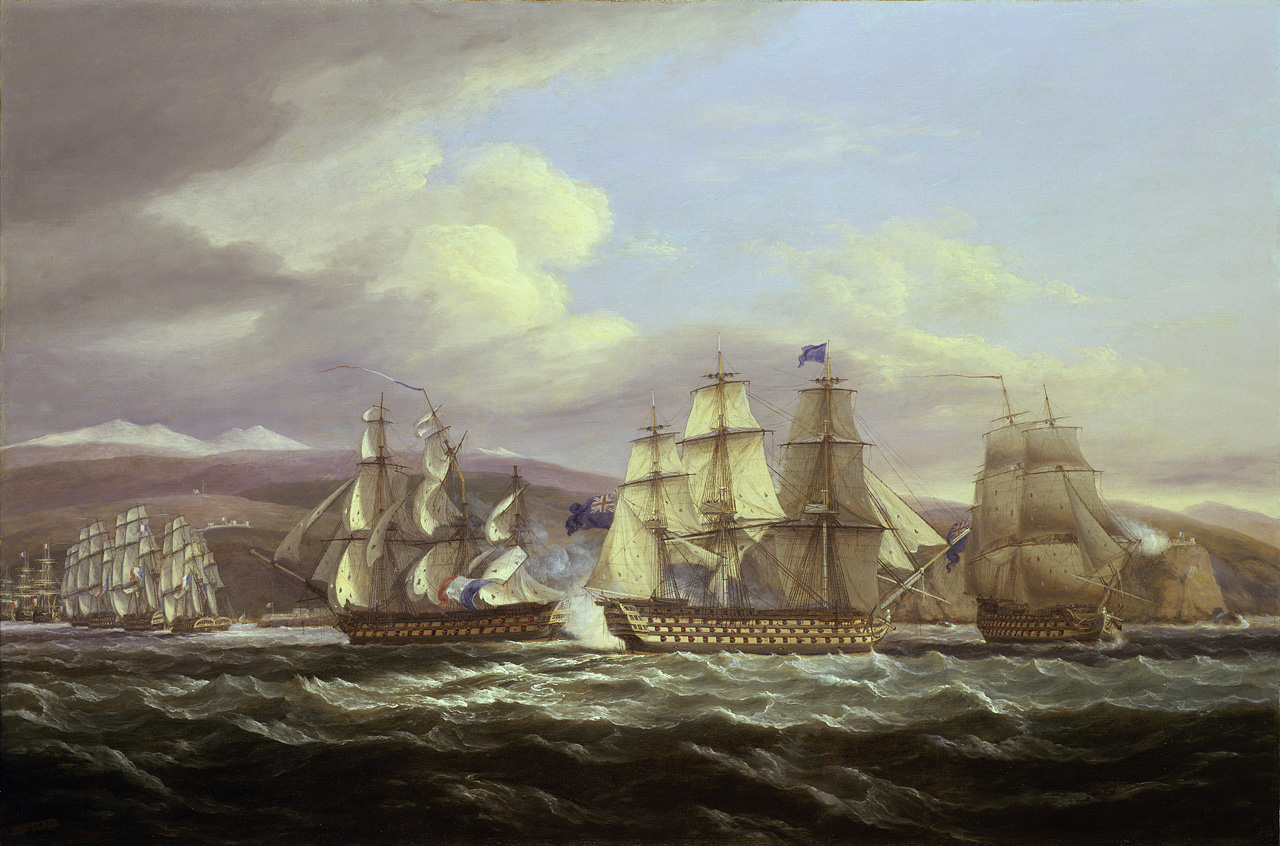
Námořní blokáda Toulonu z let 1810–1814

Blokáda (z it. bloccata – zatarasení, uzavření) je ekonomický nebo vojenský nátlak v podobě dlouhodobé izolace – násilného zabránění nebo omezení pohybu osob, informací či zboží na nějaké území, za účelem dosažení vojenských nebo politických cílů. Bývá součástí řady vojenských akcí.
Během blokády se např. nemohou do oblasti dopravovat určité potraviny, výrobní suroviny, posily, zdravotnický materiál či další vybavení, čímž jsou pozice protivníka oslabovány. Původně znamenala zatarasení přístavů, dnes se obvykle vztahuje na všechny druhy dopravy a obchodu.

## Námořní blokáda
Námořní blokáda má za úkol vyčerpání protivníka tím, že je mu zabráněno v námořním obchodu.
Příklady
- Blokáda jižních států v období americké občanské války
- Kontinentální blokáda za napoleonských válek
- Námořní blokáda Kuby během karibské krize
- Blokáda Pásma Gazy

## Obležení
- Obležení Leningradu
- Berlínská blokáda

## Informační blokáda
- Součást studené války; ze strany východoevropských zemí však nebyla namířena proti vojenským protivníkům, nýbrž proti vlastnímu obyvatelstvu.